# Albert Wiener
Albert Wiener (ur. 1918, zm. ?) – zbrodniarz hitlerowski, członek załogi niemieckich obozów koncentracyjnych Mauthausen-Gusen i Dachau oraz SS-Rottenführer.
Obywatel rumuński, narodowości niemieckiej. Członek SS. W okresie od maja 1943 do października 1944 pełnił służbę w podobozach Mauthausen, kolejno: Gusen, Gross-Raming, Wiener-Neudorf i Ebensee. Następnie został przeniesiony do obozu Dachau.
W procesie załogi Mauthausen-Gusen (US vs. Hans Joachim Geiger i inni) Wiener został skazany na 3 lata pozbawienia wolności.